# Jean-Michel Rivat
Pour les articles homonymes, voir Rivat.
Jean-Michel Rivat, né en 1939 ou en 1946 à Vesoul en Haute-Saône, est un parolier, compositeur et chanteur français.

## Biographie
Jean-Michel Rivat  nait en 1939 ou en 1946 à Vesoul, fils d'un chirurgien-dentiste. 
Au long de sa carrière, commencée en 1966, il forme avec le parolier Frank Thomas un tandem d'auteurs de la chanson française, écrivant pour de nombreux interprètes, notamment Joe Dassin et Claude François. Il a également coécrit avec Yves Dessca.
Jean-Michel Rivat a été marié avec Christine Haas, astrologue de la station de radio RTL. Leur séparation, lui inspire en partie  le texte de la chanson Les Divorcés, interprétée par Michel Delpech.
Il n'a aucun lien de parenté avec la chanteuse Colette Rivat née en 1935 à Chalais, et qui était aussi comme lui parolière de Claude François, leurs parcours étaient semblables.
Jean-Michel Rivat est à l'origine de nombreux tubes, et ceci dès 1967 avec Bébé requin, écrit là encore avec Frank Thomas et destiné initialement à Françoise Hardy (qui décline, ne pensant pas que ce titre lui corresponde) mais finalement chanté par France Gall. Il écrit aussi la même année 2'35 de bonheur pour Sylvie Vartan. Un de ses derniers succès est Voyage, voyage en 1986, interprétée par Desireless.

### L'affaire Édouard
Quand en 1966, le chanteur Antoine obtient un succès énorme avec Les Élucubrations d'Antoine, le personnage, son style, le nom de sa chanson et son texte suscitent de nombreux hommages, réponses et pastiches (Jean Yanne et Jacques Martin, Johnny Hallyday, etc.),. Parmi ceux-ci, un certain Édouard qui chante Les Hallucinations d'Édouard, texte provocateur envers un certain Léon qui n'est autre qu'Antoine lui-même. Extrait :
Ton harmonica nous fatigue, Léon
Si tu jouais plutôt de l'accordéon
Estimant qu'il y a contrefaçon, plagiat et intention de nuire, le 10 mai 1966, le producteur d'Antoine fait saisir le disque par un huissier. Le producteur demande alors à Édouard d'écrire une nouvelle chanson et en quatre heures il écrit N'aie pas peur Antoinette. La chanson est enregistrée le 11 mai, gravée et aussitôt diffusée sur Radio Luxembourg, et le disque est mis en vente le même jour. Extrait :
N'aie pas peur, Antoinette
Tu sais bien que tu m'as saisi
Toi qui es belle comme le sable, Antoinette
L'insaisi sable de l'amour
Mais la saisie du disque par un huissier n'étant pas faite dans la perspective d'un procès, il peut continuer à être vendu. On apprend vite qu'Édouard n'est autre que Jean-Michel Rivat, qui n'est pas encore le parolier reconnu qu'il deviendra, affublé d'une immense perruque. Le canular s'en tient là.

## Discographie personnel
Singles au nom d'artiste Jean-Michel Rivat
- 1963 : Plus il est indifférent
- 1965 : Voilà mon amour qui passe (chanté aussi par Jean-Pierre Fall)

Singles au nom d'artiste et pseudonyme Édouard
- 1966 : Les Hallucinations d'Édouard
- 1966 : N'aie pas peur Antoinette
- 1966 : Girouette

## Interprètes
Liste non exhaustive
Parolier de chansons (de nombreux titres ont été coécrits avec Frank Thomas) pour, :
- Marcel Amont : L'amour ça fait passer le temps (1971), Fais-moi une famille (1974)
- Richard Anthony : Nous ne sortirons qu'au printemps (1967),  Si chaque soir meurt une rose (1968), Dieu voit le travail du charpentier (1974)
- Hugues Aufray : Des jonquilles aux derniers lilas (1968).
- Alain Chamfort : Adieu mon bébé chanteur (1972), Madona Madona (1975), La Musique du samedi (1976), La danse c'est naturel, Géant, Signe de vie, signe d'amour
- Joe Dassin : Dans la brume du matin, Je change un peu de vent, Il a plu, Dis-moi Dis-lui, Çe n'est pas une fille, Je vais mon chemin, Combien de temps pour t'oublier, Excuse me lady, Comme la lune, Guantanamera, Bip bip (1965), Les Dalton, Marie-Jeanne (1967), La Bande à Bonnot, Siffler sur la colline, Comment te dire (1968)
- Dave : Allo Elisa (1979)
- Michel Delpech : Rimbaud chanterait (1972), Les Divorcés (1973), Ce fou de Nicolas, Le Chasseur (1974), Je l'attendais (1974),  Ce lundi-là, Tu me fais planer, Je pense à toi, Quand j’étais chanteur (1975), Le Loir-et-Cher (1976), Fais des bébés (1977), Vu d'avion un soir, C'est ta chanson (1978)[17]
- Desireless : Voyage voyage, John, qui sommes nous ?, Qui peut savoir, Destin fragile, Star, musiques composées par Dominique Dubois (1986)
- Claude François : Le Lundi au soleil, Le Chanteur malheureux, C'est la même chanson, Y a le printemps qui chante (Viens à la maison), L'Anneau dans la rivière, Les Anneaux et les Couteaux, Il n'y a que l'amour qui rende heureux, Je t'embrasse, La Musique américaine, Heureusement tu penses à moi, Joue quelque chose de simple, Soudain il ne reste qu'une chanson, On est qui On est quoi, La Mouche à la queue bleue, Toi et moi contre le monde entier et Les Mots secrets
- France Gall : Bébé requin, Toi que je veux (1967), La Vieille Fille, 24 / 36, Souffler les bougies (1968), Homme tout petit, L'Orage (1969), 5 minutes d'amour, La Quatrième Chose (1972), Par plaisir, Plus haut que moi (1973)
- Juliette Gréco : Y'a qu'Joseph qui peut m'guéri[18] (1971)
- Françoise Hardy : Des bottes rouges de Russie (1969)
- Patrick Juvet : La Musica (1972), Au même endroit, à la même heure (1973)
- Marie Laforêt : Siffle siffle ma fille (1966)
- Serge Prisset : Colombe ivre (1970)
- Maria de Rossi : Squattez la lune (1980), Un pont de musique, Le paradis espagnol (1977), Il est Marseillais (1975)
- Stone et Charden : Vive la France, Stone en solo (1967), Le seul bébé qui ne pleure pas (1971), L'avventura (1971), Il y a du soleil sur la France (1972), Laisse aller la musique (1973), Made in Normandie, Faï doucement (1974), La Suite de ma vie, Et maintenant si on dansait et L'Amour pas la Charité
- Les Troubadours : Le Vent et la Jeunesse, musique de Christian Chevalier, grand prix et prix de la critique du concours de la Rose d'Or d'Antibes 1967
- Sylvie Vartan (avec Carlos) : 2' 35 de bonheur (1967), La Drôle de Fin (1975), Solitude (1978)
- Hervé Vilard : Sayonara (1969)
- Esther Ofarim : Un prince en Avignon (1968)